# Panzerfaust (album)
Panzerfaust er det femte album af det norske black metal-band Darkthrone, som blev udgivet i juni 1995. Dette var deres første album efter bruddet med pladeselskabet Peaceville Records, som denne gang blev udgivet gennem Moonfog Productions.
Som på det tidligere album Transilvanian Hunger bidrog Varg Vikernes fra Burzum endnu engang til sangskrivningen. 

## Spor
1. "En Vind av Sorg" – 6:21
2. "Triumphant Gleam" – 4:25
3. "The Hordes of Nebulah" – 5:33
4. "Hans Siste Vinter" – 4:50
5. "Beholding the Throne of Might" – 6:07
6. "Quintessence" – 7:38
7. "Snø og Granskog (Utferd)" – 4:09